# Arthur Giovoni
Arthur Giovoni, né le 6 octobre 1909 à Moca-Croce, en Corse-du-Sud et mort le 19 janvier 1996 à Paris 12e, est un enseignant, résistant, compagnon de la Libération et homme politique français, membre du Parti communiste français. Il est maire d'Ajaccio de 1945 à 1947 et député de Corse de 1945 à 1955.

## Biographie
Fils d'instituteurs né le 6 octobre 1909 à Moca-Croce en Corse-du-Sud, Arthur Giovoni fait des études secondaires au lycée Fesch à Ajaccio et obtient une licence de philosophie à Aix-en-Provence en 1933.
Il adhère au Parti communiste en 1934 à Bastia où il a été nommé professeur adjoint. Il devient secrétaire du syndicat des professeurs adjoints en 1935-1936.
Après sa participation à la campagne de France en 1939-40, Arthur Giovoni est démobilisé en juillet 1940. Muté à Rodez en raison de son passé politique, il y entretient une activité clandestine contre le gouvernement de Vichy. Il rejoint la Corse pendant l'été 1942 et entre dans la clandestinité. Il contribue à la création du mouvement de résistance Front national avec Henri Maillot, alors que la Corse est occupée par les Italiens à partir du 11 novembre 1942. Nommé lieutenant-colonel FFI, il préside le Comité départemental de Libération.
En avril 1943, il prend contact avec Paulin Colonna d'Istria, chargé d'unifier les mouvements de résistance en Corse. 
Le 8 septembre 1943, l'insurrection est déclenchée en Corse alors qu'Arthur Giovoni se trouve à Alger. Il rejoint l'île le 14 septembre 1943 avec le nouveau préfet de la Corse, Charles Luizet. Il est délégué à l'Assemblée consultative provisoire siégeant à Alger (1943-1944), puis à Paris (1944-1945). Le 7 juillet 1944, il intervient à l'Assemblée consultative provisoire pour demander qu'André Gide soit emprisonné en raison de passages de son Journal où il mettait en doute la patriotisme des paysans français.
Après la guerre, il est élu maire d'Ajaccio (1945 - 1947), et député de la Corse aux deux Constituantes puis à l'Assemblée nationale (1945 - 1956). Il est membre du Comité central du Parti communiste français jusqu'en 1961 et reprend dans le même temps un poste de professeur de lettres classiques au lycée Paul-Valéry, à Paris.
En 1953, il épouse l'ancienne députée communiste Angèle Chevrin.
Il meurt le 19 janvier 1996 à Paris 12e,. Ses cendres reposent au cimetière du Père-Lachaise.

## Hommage
Un collège a été ouvert en son honneur à Ajaccio en remplacement de l'ancien collège Finosello.

## Décorations
- Chevalier de la Légion d'honneur
- Compagnon de la Libération par décret du 16 août 1944[5]
- Croix de guerre 1939–1945